# Гальвор Біркеланд
Гальвор Біркеланд (норв. Halvor Birkeland, 30 жовтня 1894 — 26 червня 1971) — норвезький яхтсмен.
Олімпійський чемпіон 1920 року в класі 12 метрів (за правилами 1907 року).